# Sasha Siemel
Alexander “Sasha” Siemel [Aleksandrs Ziemelis] (1890-1970) foi um caçador profissional, conhecido por ser aventureiro, guia, ator, escritor, fotógrafo. Falava sete línguas. Foi conhecido também por ser um dos poucos europeus que usaram a zagaia para caçar, tendo aprendido a utilizá-la com os índios guató. Escreveu um livro sobre suas caçadas no Mato Grosso, que também serve como sua autobriografia: Tigrero!.
Biografia
Nascido em Riga, Letônia, mudou-se para os Estados Unidos em 1907, aos 17 anos de idade. Permanecendo nos Estados Unidos por apenas dois anos, ele se dirigiu para a Argentina, onde trabalhou em uma gráfica de Buenos Aires. Em 1914, Siemel viajou para as selvas do Brasil, onde trabalhou como armeiro e mecânico nos campos de mineração de diamantes do Mato Grosso. Lá ele conheceu um nativo que o ensinou a se tornar um "Tigrero"; isto é, um caçador que mata onças armadas apenas com uma lança. No artigo "Entrevista ao Homem-Tigre", Siemel declara: "... aprendi a arte de um nativo pobre que não tinha nada além de uma lança caseira onde eu tinha meu rifle de alta potência. Mas eu acho que eu era uma boa (1) Na edição de julho de 1937 de Ye Slyvan Archer, ele escreveu que: "É apenas lógico e natural que eu deveria (prefiro a proa ao rifle)." Lança é uma arma primitiva, assim como o arco.Eu não gostaria de dizer que caçar grandes felinos com um rifle não pode ser muito perigoso e excitante sob todas as circunstâncias, particularmente em nossas selvas de Mato Grosso, onde a visão é extremamente limitada, parece-me que o arco complementa a lança. Se eu agora tivesse alguma utilidade para um escudo, eu me sentiria perfeitamente equipado. "[2]
Com sua habilidade como caçador, Siemel trabalhou em fazendas de onças-pintadas de caça do Pantanal, ou "onças", contratadas por proprietários de terras para proteger seus rebanhos. Em 1925, ele matou seu primeiro jaguar usando uma zagya, uma lança de sete pés, fazendo dele o primeiro homem branco a realizar tal façanha. Isso não passou muito tempo despercebido pelo "mundo civilizado". Em 1931, uma monografia, Green Hell, de Julian Duguid, apareceu. O livro relata uma viagem em 1929 pelo Pantanal, onde o autor e dois outros aventureiros empregam Siemel como guia. Aqui Siemel recebe o apelido de "Homem Tigre", que se tornou o título da biografia de 1932 do caçador de Duguid. Incentivado por Duguid, Siemel começou a palestra em clubes exploradores em todo o mundo. Em 1937, enquanto lecionava na Filadélfia, Siemel conheceu Edith Bray, uma jovem fotógrafa que mais tarde se juntou a ele no Pantanal. Três anos depois, aos 47 anos, ele se casou com Edith, e os dois permaneceram no Pantanal e começaram a criar uma família. Durante esse tempo, Siemel tornou-se um ator, aparecendo em 1937, no episódio de 15 anos de Frank Buck serial Jungle Menace como Tiger Van Dorn. A série foi compilada em um longa-metragem em 1946 e lançada sob o título de Jungle Terror.
Sasha, Edith e seus filhos, Sondra, Dora e Sasha Jr. (Sashino), mudaram-se para o sudeste da Pensilvânia depois de comprar uma fazenda em 1947. O Bom Retiro se tornou a residência permanente de Siemel para o resto de sua vida. Aqui o segundo filho de Siemels, Carlie, nasceu em 1955, completando a família. Siemel levou uma vida tranquila, palestras e continuando a liderar expedições para a América do Sul. Ele agora falava seis línguas: letão (aprendido nas ruas de Riga), russo (nas escolas que frequentou quando jovem na Letônia), alemão (em casa, sua mãe era alemã), inglês (nos EUA), espanhol ( na Argentina) e Português (no Brasil).
Como autora, Siemel escrevia artigos para várias revistas ao ar livre, incluindo a National Geographic. Em 1949, Sasha e Edith co-escreveram o livro Jungle Wife, um relato da vida familiar na selva. Ele escreveu sua autobiografia, Tigrero, em 1953. Ele seria transformado em filme pelo diretor Samuel Fuller. Em vez disso, Tigrero é o tema de um documentário de 1994 de Mika Kaurismäki. Tigrero: Um filme que nunca foi feito caracterizado Fuller e Jim Jarmusch visitando os locais da Amazon proposta do filme. Em 1954, o livro Jungle Fury, de Siemel, foi publicado. (Jungle Fury é o mesmo livro de Tigrero, mas foi renomeado para o Reino Unido.)
Siemel foi entrevistada pelo jornalista Charles Collingwood para a série Adventure produzida pelo Museu Americano de História Natural e transmitida pela rede de televisão CBS em 1953. A família retornou brevemente ao Brasil em 1959, quando Sashino tinha treze anos de idade. Sua aventura é contada no livro de 1965 Sashino.

Em 1963, o Museu e Loja The Sasha Siemel foi inaugurado em Perkiomenville, Pensilvânia, em um antigo moinho de história localizado no Perkiomen Creek. O museu abrigou a coleção de troféus de caça de Siemel, obras de arte, curiosidades, minerais, conchas, moedas, armas, utensílios indianos e muitos outros itens. "Entre as exibições mais interessantes estão as lembranças de Sasha Siemel de seus muitos anos de aventuras e explorações audazes como o único homem branco a caçar onças armadas com uma lança feita à mão. Aqui estão os troféus de muitas caças excitantes e o equipamento usado em caçar e capturar jaguares. "[3] A entrada no museu foi de 75 centavos para adultos e 25 centavos para crianças. O museu foi fechado em 1969 depois da última viagem de Siemel ao Pantanal, na qual ele orientou um grupo de geólogos. Sasha Siemel morreu no Condado de Montgomery, Pensilvânia, em 1970, aos 80 anos de idade.